# Ali Mbaé Camara
Ali Mbaé Camara, né en 1970 aux Comores, est un entraîneur de football comorien et ancien footballeur.

## Carrière
Ali Mbaé Camara émigre en France à dix ans et joue en catégories de jeunes au RC Lens, avec lequel il est champion de France cadets en 1985 et 1986. Il a évolué en milieu de terrain et porté le brassard de capitaine de l'équipe de France juniors, avant une blessure au genou qui l'a longtemps éloigné des terrains. En 1989, il rejoint le club de Calais où il joue jusqu'en 1992. 
Il devient sélectionneur de l'équipe des Comores de football fin 2006, démarrant par les qualifications de la Coupe arabe des nations ; il démissionne fin 2007 après une lourde défaite  au premier tour aller des  éliminatoires de la Coupe du monde 2010 contre Madagascar. La Fédération comorienne de football le rappelle en octobre 2011 après le départ de Mohamed Abderrahmane Chamité. Il démissionnera de ses fonctions en 2013 pour raisons familiales.